# Ferenc Kónya
Ferenc Kónya (ur. 9 grudnia 1892 w Budapeszcie, zm. 11 marca 1977 tamże) – węgierski piłkarz i trener piłkarski.

## Kariera piłkarska

### Kariera klubowa
Występował w Kispesti AC.

## Kariera trenerska
W 1921 stał na czele niemieckiego 1. FC Kaiserslautern, a w 1922 objął prowadzenie Werderu Brema. W 1924 prowadził reprezentację Estonii, która brała udział w turnieju piłkarskim na letnich igrzyskach olimpijskich w Paryżu. Potem trenował kluby Modena FC, FC Olten, FC Luzern, BSC Old Boys i FC Solothurn. Od 1934 do 1935 kierował francuskim SM Caen.
11 marca 1977 zmarł w Budapeszcie.